# Cmentarz katolicki na Syjonie w Jerozolimie
Cmentarz katolicki na Syjonie w Jerozolimie – nekropolia wyznaniowa w Jerozolimie, założona w XIX w., zarządzana przez Kustodię Ziemi Świętej.

## Historia
Na Syjonie w Jerozolimie znajduje się kilka cmentarzy wyznaniowych. Franciszkanie mają swój cmentarz zakonny w pobliżu Bramy Syjońskiej, na zewnątrz murów. Parafianie i zmarli w Ziemi Świętej pątnicy w czasach współczesnych chowani są na osobnym cmentarzu parafialnym założonym w XIX wieku na stoku Wzgórza Syjon. Wejście znajduje się przy Ma’ale HaShalom Street. Nekropolia składa się z dwóch części. W starszej części zaniechano pochówków, gdy cmentarz ucierpiał podczas walk w 1948 roku. W bezpośrednim sąsiedztwie zlokalizowany jest czynny cmentarz. Nekropolia jest oficjalnym cmentarzem jerozolimskiej parafii łacińskiej, nad którą sprawują pieczę franciszkanie z Kustodii Ziemi Świętej.
Nowsza część cmentarza ma układ tarasowy, powierzchnia lekko opada w kierunku usytuowanej na południu Doliny Gehenny. Pośrodku znajduje się klatka schodowa umożliwiająca dostanie się części wyższej na niższą oraz długa ściana z grobowcami umieszczonymi jeden nad drugim. Kwatera polska z pomnikiem usytuowana jest centralnie na skraju dolnego tarasu. Większość pochowanych osób to arabscy chrześcijanie z Jerozolimy. Szereg mogił należy do innych nacji.
Przede wszystkim w latach 1941–1948 na cmentarzu chowani byli polscy uchodźcy, zmarli w Palestynie żołnierze i członkowie ich rodzin. Polskich grobów z tego okresu jest blisko 90. O polską kwaterę zadbał ks. kan. Stefan Pietruszka. Pierwszym pochowanym Polakiem był por. Władysław Podhajecki, żołnierz Samodzielnej Brygady Strzelców Karpackich. W kwaterze znajdują się mogiły 21 żołnierzy: 19 Polaków i 2 Czechów.
W latach podziału Jerozolimy 1949–1967 na części należące do Izraela i Królestwa Jordanii cmentarz na Syjonie znajdował się w obszarze zdemilitaryzowanym, tzw. strefie niczyjej (ang. No-Man’s-Land) i nie było do niego dostępu. Po wojnie sześciodniowej Izraelczycy zajęli wschodnią Jerozolimę. Cmentarz został zwrócony franciszkanom. Pierwszym polskim pogrzebem po jego odzyskaniu były egzekwie prałata Stefana Pietruszki-Jabłonowskiego, pierwszego rektora Polskiej Misji Katolickiej w Ziemi Świętej w 1973 roku.
W 1974 na cmentarzu pochowany został Oskar Schindler.

### Kwatera polska
W okresie PRL polskimi grobami opiekowali się Polacy mieszkający w Izraelu, przede wszystkim polscy franciszkanie, siostry elżbietanki i nieliczna Polonia. Po wojnie sześciodniowej Polska zerwała stosunki dyplomatyczne z Izraelem. Przywrócono je w 1990 roku. W maju 1998 roku staraniem kierownika Wydziału Konsularnego Ambasady RP w Tel Awiwie Edwarda Dobrowolskiego oraz konsula honorowego RP w Jerozolimie Zeeva Barana przeprowadzono inwentaryzację polskich nagrobków. Dokumentację opracowała architekt Krystyna Malkiewicz. Prace renowacyjne przeprowadzono latem 2006 roku. Środki zapewniła Rada Ochrony Pamięci Walk i Męczeństwa. Po zakończeniu prac 10 września 2006 roku Prezydent RP Lech Kaczyński odsłonił przy kwaterze polskiej obelisk.

### Pozostałości archeologiczne
W pobliżu wejścia zachowały się odsłonięte fragmenty mozaik z kościoła z okresu bizantyjskiego. W południowej części cmentarza odkryto pozostałości murów miasta z okresu pierwszej świątyni.

## Wybrane mogiły polskie
| Osoba                               | Funkcja/urząd                                                                              | Rok śmierci | Zdjęcie mogiły |
| ----------------------------------- | ------------------------------------------------------------------------------------------ | ----------- | -------------- |
| Władysław Podhajecki                | porucznik                                                                                  | 1941        |                |
| Zofia z Pohoskich Poniatowska       | małżonka ministra rolnictwa Juliusza Poniatowskiego                                        | 1942        |                |
| Karol Lilienfeld-Krzewski           | major dyplomowany piechoty, dziennikarz i literat                                          | 1944        |                |
| Jan Jastrzębiec-Szpytman            | wojskowy, odznaczony Orderem Virtuti Militari                                              | 1944        |                |
| Egga Van Haardt                     | malarka                                                                                    | 1944        |                |
| Stefan Maria Jastrzębiec Strzembosz | sędzia                                                                                     | 1945        |                |
| Helena z Kielawów Krzysztoniowa     | żona Wilhelma Krzysztonia, jednego z liderów polskiej społeczności uchodźczej w Palestynie | 1945        |                |
| Aleksy Wdziękoński                  | konsul generalny RP w Jerozolimie                                                          | 1946        |                |
| Jerzy Lechowski                     | były konsul RP w Szczecinie i Strasburgu                                                   | 1947        |                |
| Konstanty Pomian-Dziembowski        | prawnik, wojskowy                                                                          | 1947        |                |
| Witold Hulanicki                    | konsul generalny RP w Jerozolimie                                                          | 1948        |                |
| Stefan Arnold                       | prezes Związku Dziennikarzy RP Sekcja Bliskiego Wschodu                                    | 1948        |                |
| ks. Stefan Pietruszka-Jabłonowski   | pierwszy rektor Polskiej Misji Katolickiej w Ziemi Świętej                                 | 1973        |                |